# Aristida lazaridis
Aristida lazaridis är en gräsart som beskrevs av Bryan Kenneth Simon. Aristida lazaridis ingår i släktet Aristida och familjen gräs. Inga underarter finns listade i Catalogue of Life.